# Polnische Badminton-Mannschaftsmeisterschaft 2014
Die Polnische Badminton-Mannschaftsmeisterschaft der Saison 2013/2014 gewann das Team von SKB Litpol-Malow Suwałki. Es war die 41. Austragung der Titelkämpfe.

## Vorrunde
| Platz | Mannschaft                            | G | U | V | Spiele  | Punkte |
| ----- | ------------------------------------- | - | - | - | ------- | ------ |
| 1     | SKB Litpol-Malow Suwałki              | 8 | 0 | 0 | 44 - 4  | 24     |
| 2     | UKS Hubal Białystok                   | 6 | 0 | 2 | 39 - 9  | 18     |
| 3     | AZS AGH Kraków                        | 4 | 1 | 3 | 24 - 24 | 14     |
| 4     | MLKS Solec Kujawski                   | 3 | 2 | 3 | 22 - 26 | 12     |
| 5     | BKS Kolejarz Przemysłówka Częstochowa | 2 | 1 | 4 | 14 - 28 | 8      |
| 6     | AZS UWM Olsztyn                       | 1 | 2 | 4 | 15 - 27 | 6      |
| 7     | UKS Kiko Zamość                       | 1 | 3 | 3 | 14 - 28 | 6      |
| 8     | UKS Plesbad Pszczyna                  | 0 | 1 | 6 | 08 - 34 | 2      |

## Spiel um Platz 3
- MLKS Solec Kujawski - AZS AGH Kraków: 4:2

## Finale
- SKB Litpol-Malow Suwałki - UKS Hubal Białystok: 4:2